# رسغ (تشريح الخيل)
رسغ الحصان (بالإنجليزية: Pastern)‏ هو جزء من قائمة الحصان بين الحوشب والأطرة.  يشتمل على عظم الرسغ الطويل (الكتائب القريبة)، وعظم الرسغ القصير (الكتائب الوسطى)، والتي يتم تجميعها معًا بواسطة مجموعتين من الأربطة المقترنة لتشكيل المفصل القديم (المفصل الداني القريب). وهو متماثل تشريحيا لأكبر عظمتين، في جسم الإنسان الإصبع.
تم تعريف رسغ الحصان، بشكل خاطئ من قبل صموئيل جونسون في قاموسه بأنه "ركبة الحصان". وعندما سألت سيدة جونسون كيف حدث هذا، أعطى الرد المقتبس عنه: "الجهل سيدتي، الجهل التام.

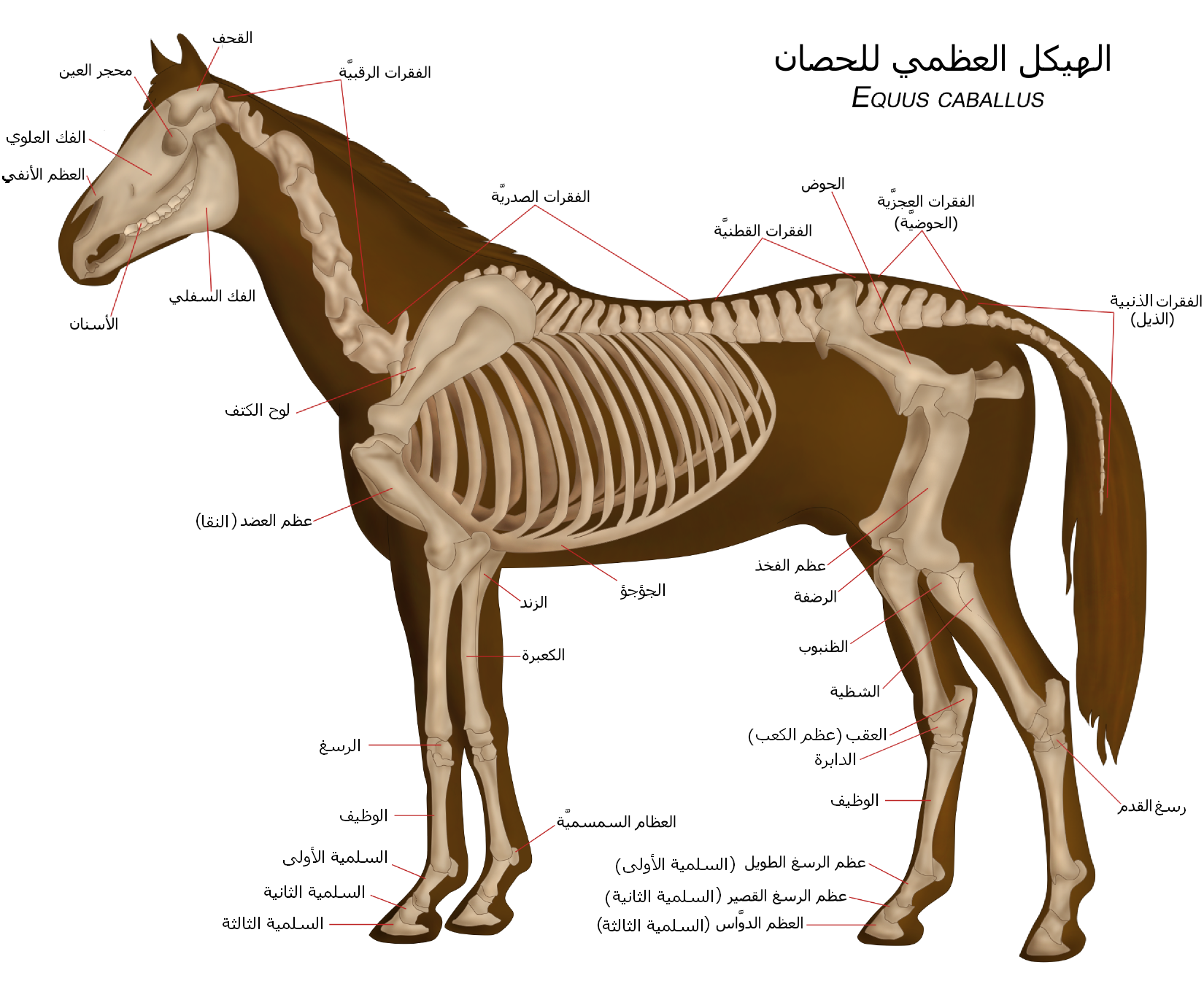
هيكل الحصان العظمي